# Defence (Schiff, 1909)
HMS Defence (dt. Verteidigung) war ein Panzerkreuzer der Minotaur-Klasse. Sie war der letzte Panzerkreuzer, der für die Royal Navy gebaut wurde. 1916 ging sie in der Skagerrakschlacht verloren.

## Einsatz vor dem Weltkrieg
Zunächst war sie der Home Fleet zugeteilt. Anfangs bildete sie mit den beiden Schwesterschiffen Minotaur und Shannon die 5th Cruiser Squadron, im Juli 1909 wurde sie der 1st Cruiser Squadron zugeteilt.

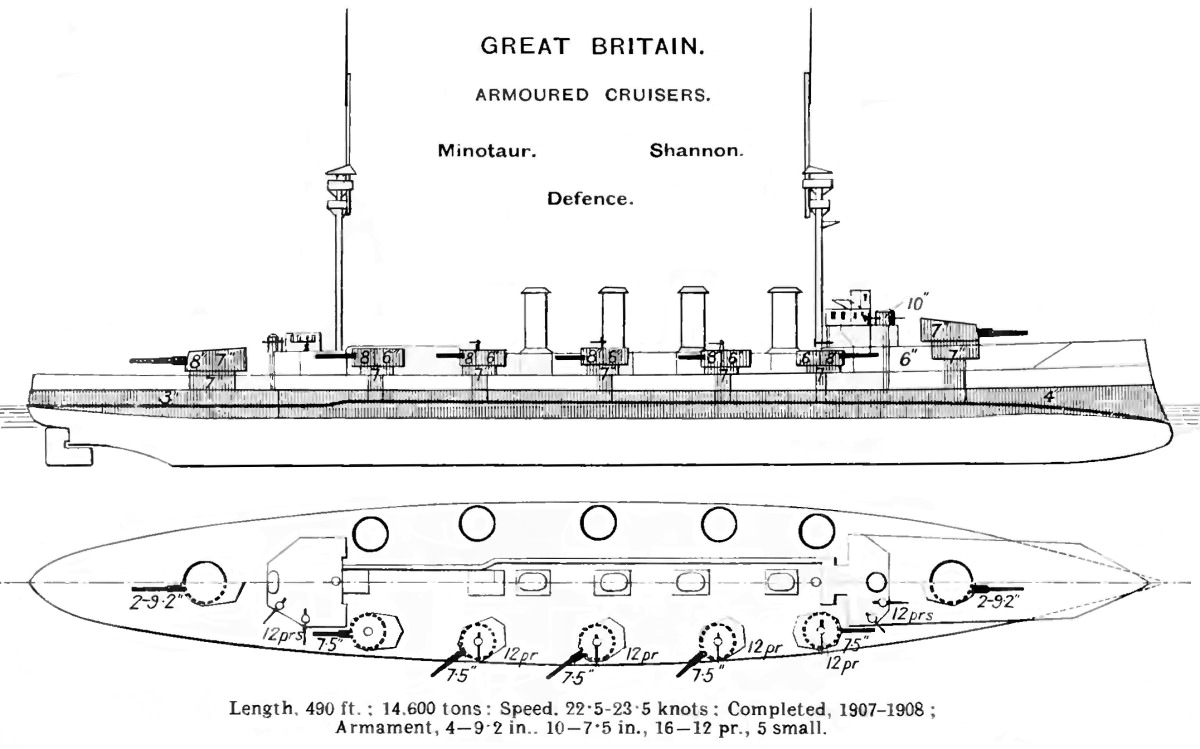
Plan der Minotaur-Kreuzer

Im November/Dezember 1912 diente sie als Begleitschiff der Royal Yacht Medina. Diese war das zehnte Schiff der M-Klasse der Peninsular and Oriental Steam Navigation Company. Sie sollte König Georg V. und Königin Mary von England nach Delhi befördern, wo am 12. Dezember desselben Jahres Georg zum Kaiser von Indien gekrönt werden sollte und dazu als königliche Yacht in Dienst kommen. Anfang 1913 wurde die Defence weiter auf die China Station verlegt. 1914 wurde sie wieder ins Mittelmeer zur 1st Cruiser Squadron verlegt und diente in der Adria vor Montenegro und Albanien.

## Kriegseinsatz

### Einsatz im Mittelmeer und Südatlantik
Zu Beginn des Ersten Weltkrieges war sie das Flaggschiff des 1. Kreuzer-Geschwaders unter Konteradmiral Ernest Troubridge im Mittelmeer. Troubridge beteiligte sich erfolglos an der Jagd auf die Goeben und Breslau. Er sollte vor allem einen Durchbruch der deutschen Schiffe in die Adria verhindern. Ihm standen dazu neben der Defence drei weitere Panzerkreuzer, die Warrior, die Black Prince und die Duke of Edinburgh, der Leichte Kreuzer Gloucester und acht Zerstörer zur Verfügung.
Schon in der Nacht zum 5. August hatte er mit seinen Panzerkreuzern und den Zerstörern nach den Deutschen gesucht, da er erst vier Stunden verspätet vom Einlaufen der Deutschen in Messina unterrichtet worden war. Bei Tage hatte er sich nach Osten an die griechische Küste zurückgezogen, da er dort Kohlendampfer erwartete und seine Zerstörer nur noch geringe Vorräte hatten. Direkt vor Messina stand nur die von Troubridge dort belassene Gloucester.
Als am Abend des 6. August die Deutschen gegen 17:00 Uhr ausliefen, nahm die Gloucester unter Captain William A. Howard Kelly sofort die Verfolgung auf und unterrichtete über Funk die britische Führung. Die Deutschen bemühten sich, den Funkverkehr zu stören, was ihnen gelegentlich gelang und zeitweise zu einer unvollständigen Information führte. Sie liefen nach Nordosten entlang der italienischen Küste anscheinend Richtung Adria, Troubridge's Verband vor der griechischen Küste nach Norden. Um 23:00 Uhr änderte der deutsche Befehlshaber, Konteradmiral Wilhelm Souchon, den Kurs und die beiden deutschen Schiffe liefen nun nach Südosten. Sie versuchten weiterhin, die Funkmeldungen der Gloucester zu stören, was aber nur zum Teil gelang. Um 0:10 Uhr am 7. August wendete Troubridge mit seiner 1st Cruiser Squadron und lief mit den vier Panzerkreuzern nach Süden, um Breslau und Goeben in der Nacht abzufangen. Seine Zerstörer hatten immer noch unzureichende Kohlenbestände, um effektiv eingesetzt zu werden. Um 3:47 Uhr noch nahe der griechischen Küste und weit im Norden brach Troubridge den Marsch nach Süden ab, da ein Nachtgefecht kaum noch möglich war und er bei Tag keine Chance gegen die Goeben sah. Dass die deutschen Schiffe nach Konstantinopel entkommen konnten, wurde ihm vorgeworfen und er musste sich vor einem Kriegsgericht verantworten, das ihn jedoch freisprach. Allerdings erhielt er, wie auch der Befehlshaber der Mittelmeerflotte, Admiral Archibald Berkeley Milne, nie wieder ein Kommando auf See.
Am 16. August 1914 nahm sie noch mit der Warrior und Zerstörern am Vorstoß der französischen Flotte mit drei Schlachtschiffen, 10 älteren Linienschiffen, drei Kreuzern und Zerstörern in die Adria teil, um die österreichische Flotte zu einem Gefecht zu provozieren. Man stellte jedoch nur den Leichten Kreuzer Zenta und den Zerstörer Ulan, die Antivari, heute Bar, beschossen. Die Zenta wurde von den französischen Linienschiffen versenkt, die Ulan konnte entkommen. Dann wurde die Aufgabe der Absperrung der Adria allein den Franzosen überlassen und die verbliebenen britischen Schiffe einschließlich der Defence verlegten ins östliche Mittelmeer. Die Defence wurde im September vor den Dardanellen eingesetzt und dann zur Verstärkung des Geschwaders des Admirals Christopher Cradock in den Südatlantik entsandt, der das deutsche Ostasiengeschwader von Vizeadmiral Maximilian Graf von Spee abfangen sollte. Erst nach Kapstadt entsandt, wurde sie nach der Niederlage der Royal Navy bei Coronel dem neu gebildeten britischen Kap-Geschwader unter Vizeadmiral Herbert Goodenough King-Hall zugeteilt, dem auch das Schwesterschiff Minotaur und die leichten Kreuzern Astraea, Hyacinth und Weymouth sowie dem Linienschiff Albion der Canopus-Klasse angehörten. Dem ebenfalls neugebildeten Westafrika-Geschwader gehörten die Black Prince und die Duke of Edinburgh an, die nach einem Einsatz im Roten Meer seit November 1914 in Gibraltar stationiert waren.
Das deutsche Geschwader wurde aber im Seegefecht bei den Falklandinseln im Dezember 1914 bereits gestellt und aufgerieben, weswegen die Panzerkreuzer im Winter 1914/15 wieder nach Großbritannien zur Grand Fleet zurückbeordert wurden.

### Verlust in der Schlacht am Skagerrak

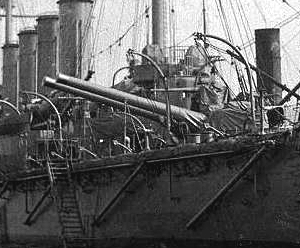
Nach Backbord geschwenkter Heckturm der Defence

Nach erneuter Zuteilung zur Home Fleet wurde die Defence zum Flaggschiff von Konteradmiral Sir Robert Arbuthnots 1. Kreuzer-Geschwader. In der Skagerrakschlacht am 31. Mai 1916 griff die Defence zusammen mit der Warrior, die ebenfalls zum 1. Kreuzer-Geschwader gehörte, den Kleinen Kreuzer Wiesbaden an, der schwer beschädigt und bewegungsunfähig zwischen den beiden feindlichen Flotten trieb. Dabei geriet sie unter konzentriertes Feuer der deutschen Großen Kreuzer (Schlachtkreuzer) Lützow und Derfflinger und wurde um 18:15 Uhr versenkt. Alle 893 Mann der Besatzung (nach anderen Quellen: 903) kamen dabei ums Leben.
Die brennende Warrior zog sich nach Westen zurück. Sie war gleich zu Beginn des Gefechts schwer durch Granattreffer beschädigt worden und wurde in der Nacht durch das Flugzeugmutterschiff Engadine abgeschleppt. Diese nahm auch die überlebende Besatzung von 743 Mann an Bord. Am 1. Juni 1916 wurde die Warrior um 8:25 Uhr verlassen und sank, nachdem die Schlepptrossen gerissen waren. Auf ihr waren 67 Mann gefallen.
In der Nacht gegen 0:12 Uhr war auch noch die ebenfalls zum 1. Kreuzergeschwader gehörende Black Prince, die den Anschluss verloren hatte, von den deutschen Schlachtschiffen Thüringen, Ostfriesland und Friedrich der Große zusammengeschossen worden, ohne einen Schuss abgeben zu können. Mit dem Schiff gingen die 852 Besatzungsangehörigen sowie fünf Zivilisten, die als Stewards an Bord tätig waren, unter. Es gab keine Überlebenden.

## Wrack derDefence
Das Wrack der Defence wurde 2001 bei einer Expedition des britischen Wracktauchexperten Innes McCartney lokalisiert und erstmals betaucht. Entgegen den Berichten über ihren Untergang, die massive Zerstörungen erwarten ließen, ist das Schiff in einem guten Zustand. Mindestens vier der Geschütztürme befinden sich noch an ihrem Platz und sind feindwärts ausgerichtet. Seit dem 31. Mai 2006, dem 90. Jahrestag der Schlacht, ist das Wrack durch den britischen „Protection of Military Remains Act“ von 1986 als „Protected Place“ geschützt. Es darf zwar von außen durch Taucher betrachtet werden, aber das Eindringen, das Sammeln von Souvenirs oder die Vornahme von Bergungsarbeiten ist verboten. Dies gilt auch für das ebenfalls 2001 gefundene Wrack der Black Prince.

## Schwesterschiffe
Die Schwesterschiffe der Defence, die Minotaur und die Shannon, nahmen beide an der Skagerrakschlacht im Verband der 2nd Cruiser Squadron teil, die nicht aktiv in die Schlacht eingriff und wurden 1920 beziehungsweise 1922 abgebrochen.